# Brandenburg (Lauchröden)

Lageplan der Burgruine

Die Ruine Brandenburg ist eine Burgruine nahe der Ortschaft Lauchröden, einem Ortsteil von Gerstungen im Wartburgkreis in Thüringen.

## Lage
Die Ruine der Höhenburg liegt auf 274,6 m ü. NN im mittleren Werratal, östlich des Dorfes Lauchröden, direkt gegenüber der hessischen Gemeinde Herleshausen.
Hohlwegstraßen in den Hängen unmittelbar hinter der Doppelburg belegen einen wichtigen hochmittelalterlichen Straßenzug von Bad Hersfeld nach Eisenach mit Furtstellen bei Sallmannshausen, Herleshausen und Neuenhof. Die Doppelburg sicherte somit einen westlichen Zugang nach Thüringen und übte Geleitschutz im Werratal von Gerstungen bis Eisenach aus („Geleit der Brandenburg“).

## Geschichte
Vorgeschichtliche Funde belegen, dass der Bergrücken des späteren Burgberges schon in der vorrömischen Eisenzeit besiedelt war.

### Mittelalter
Das Geschlecht der Grafen von Wartburg, die für die Landgrafen von Thüringen die Wartburg verwalteten, ist urkundlich seit 1138 mit Wigger von Wartburg nachweisbar. 1224 nannte sich Graf Ludwig II. von Wartberg auch von Brandenburg. Man wird davon ausgehen können, dass die Brandenburg zu dieser Zeit bereits bestand. 1279/80 veräußerte Albert II. von Brandenburg die Herrschaft mit der Burg an den Landgrafen Albrecht II. den Entarteten. 1290 übertrug dieser die Burg auf seinen Sohn Apitz. Albert von Brandenberg war der letzte Graf mit dem Grafentitel. Ab 1288 steht er als gewöhnlicher Dienstmann in den Urkunden.
Zum Herrschaftsbereich der Brandenburg gehörten u. a. die Orte Lauchröden, Sallmannshausen und Unterellen. Sie wurden daher als zum brandenburgische Gerichte zugehörig genannt, administrativ gehörten die Orte wohl zum wettinischen Amt Wartburg (Sachsen-Eisenach). Ursprünglich gehörte auch der Ort Wommen zum Burgbezirk der Brandenburg. In einer 1268 ausgefertigten Urkunde des Kaufunger Stiftes trat Burggraf Burghard von der Brandenburg einige Besitztümer in Wommen an dieses Kloster ab. Die noch im Besitz der Grafenfamilie befindlichen Güter und Rechte in Wommen gelangten 1364 an die bereits in Stedtfeld bei Eisenach ansässig gewordenen Herren von Kolmatsch. 1401 veräußerte Reinhard von Brandenburg auch seinen letzten Besitz in Wommen.
Spätestens seit Beginn des 14. Jahrhunderts waren auf dem Burgberg zwei eigenständige Anlagen vorhanden, die als Nieder- und Oberburg bzw. als West- und Ostburg unterschieden werden. In der Folgezeit hatten die beiden Burgen – bis auf kurze Unterbrechungen – stets verschiedene Besitzer:

#### Die Ostburg – auch Oberburg oder Oberhaus
Nach ihrer Zerstörung gegen Ende des 13. Jahrhunderts wurde die Brandenburg als Ostburg Anfang des 14. Jahrhunderts wieder aufgebaut. 1322 erhielten Fritsche und Heinrich von Heringen die Burg als landgräfliches Lehen. Sie war bis 1359 im Besitz der Herren von Heringen, wechselte aber in der Folgezeit häufig die Besitzer, u. a. die Herren von Witzleben, von Weberstadt und von Kolmatsch. Von 1415 bis 1892 war sie im Besitz der Herren von Herda zu Brandenburg. Nach deren Aussterben 1895 kam sie an den Landesherren.

#### Die Westburg – auch Niederburg oder Niederhaus
Die Westburg wurde Anfang des 14. Jahrhunderts errichtet und befand sich vermutlich als Pfand im Besitz der Stadt Erfurt. 1322 erhielten Fritsche und Heinrich von Heringen die Burg als landgräfliches Lehen. Die Herren von Heringen verpfändeten die Burg 1383 erneut an die Stadt Erfurt, die eine ständige Besatzung auf der Burg stationierte. Von 1390 an war sie im Besitz der Marschälle von Thamsbrück, der von Nesselröden und danach der Herren von Boineburg-Honstein. 1405 kam die Westburg an Helwig von Ruckus, über dessen Tochter Gertrud, die sich mit Georg I. von Reckrodt vermählte, die Burg 1411 an die Herren von Reckrodt kam, die sie bis zu ihrem Aussterben im Jahre 1703 hielten.

### Neuzeit

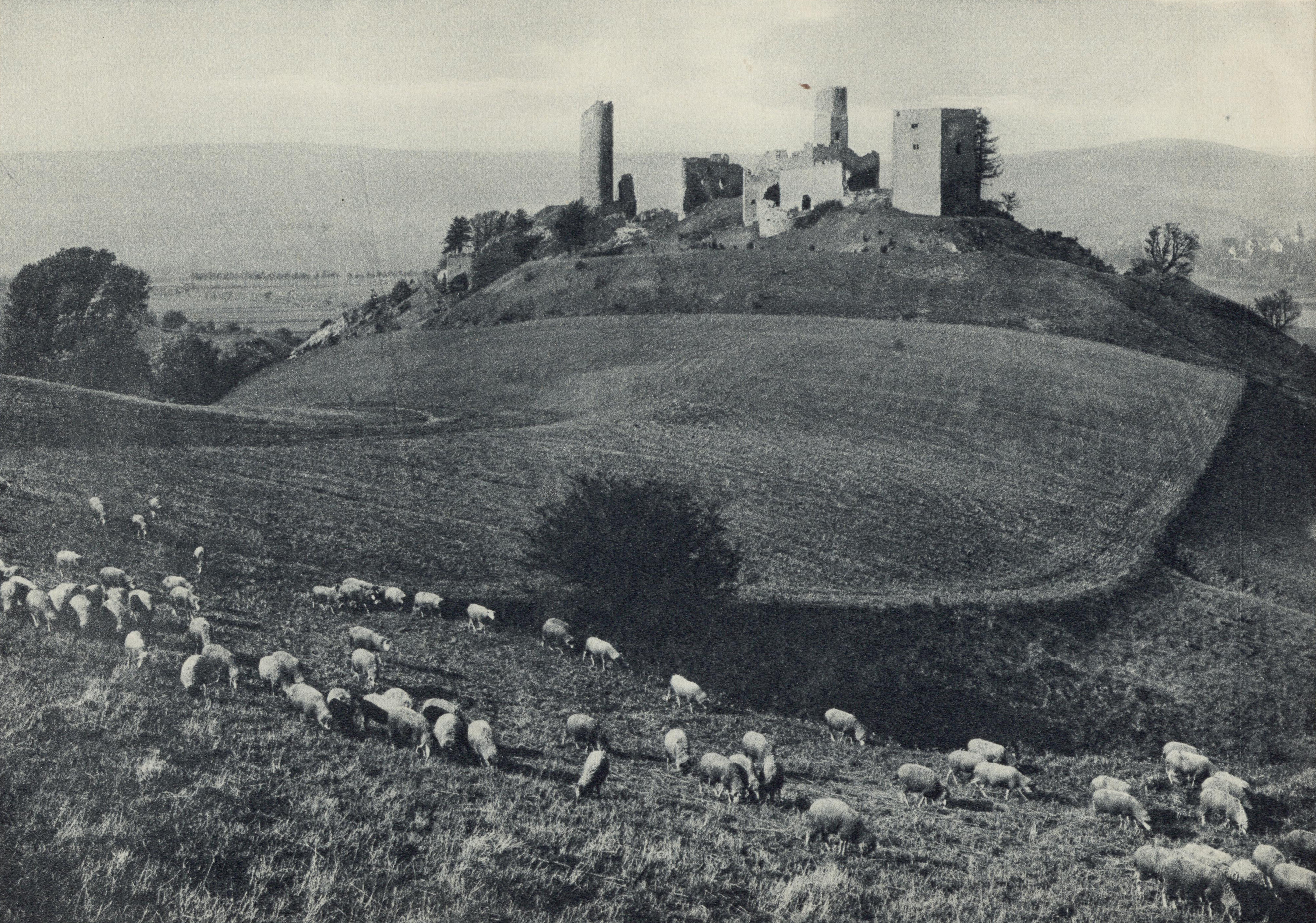
Die Ruine Brandenburg in den 1920er Jahren.

Militärisch unbedeutend geworden, wurden die Westburg Mitte des 16. Jahrhunderts und die Ostburg nach dem Dreißigjährigen Krieg aufgegeben. Von da an verfiel die Burganlage und wurde als Steinbruch zum Bau von Schlössern und Gütern in Lauchröden und den umliegenden Gemeinden genutzt. Erst im Jahre 1841 wurde der Abriss durch Großherzog Carl Friedrich von Sachsen-Weimar-Eisenach gestoppt. Mit dem Bau der Thüringer Bahn verbunden war die Erschließung des Werratales für den Tourismus. Bereits um 1870 war die Brandenburg ein beliebtes Ausflugsziel. 1906/07 erfolgten vor allem auf der Ostburg umfangreiche bautechnische Sicherungsarbeiten, die in den 1920er Jahren ihre Fortsetzung fanden. Der 1883 in Eschwege gegründete Werratalverein bildete 1924 einen Zweigverein Brandenburg. Ein Suhler Architekt fertigte nach eingehenden Studien ein sehr detailliertes, maßstabsgerechtes Modell der Doppelburg an; es zeigt die (intakte) Burganlage im Bauzustand des 15. Jahrhunderts. In den Jahren der deutschen Teilung wurde die Brandenburg ab 1962 wegen ihrer grenznahen Lage eingezäunt und durfte selbst von den Einwohnern des Ortes Lauchröden nicht mehr besucht werden. Erst ab 1988 konnte die Burg wieder unter Bewachung betreten werden.

### Gegenwart

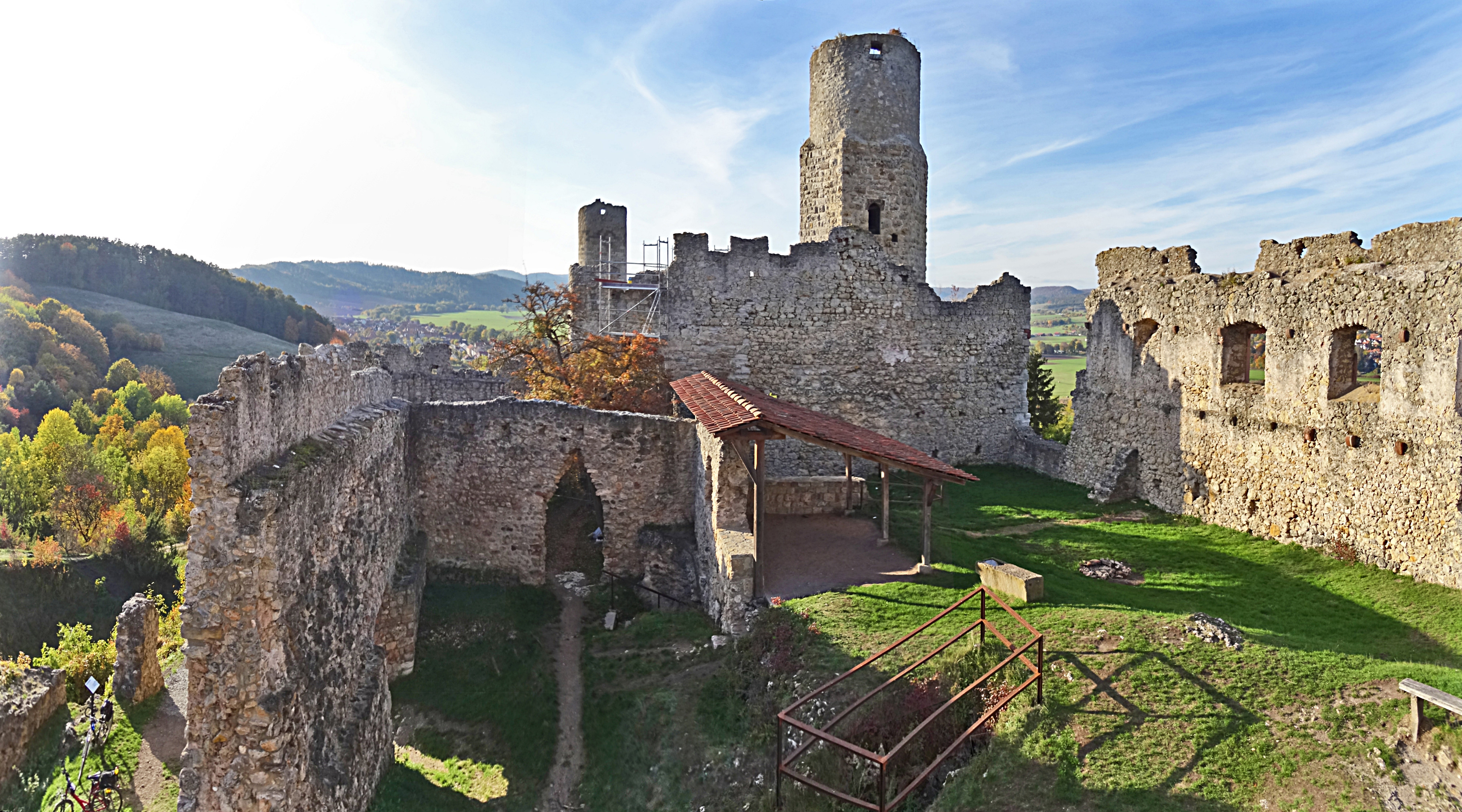
Reste des Palas vom Wohnturm gesehen

Mit der Wiederherstellung der Zugänglichkeit der Burgruine wurden von interessierten Bürgern Lauchrödens umgehend Sicherungsarbeiten eingeleitet. Hierzu gründeten sie eine Interessengemeinschaft, die 1990 dem Werratalverein als Rechtsnachfolger des Zweigvereins Brandenburg beitrat. Dieser, auch Brandenburgverein genannt, leitete in Zusammenarbeit mit dem Land Thüringen nach Schadbildkartierungen die bauliche Sicherung des Bergfrieds der Westburg und der Kemenate auf der Ostburg ein, die von 1990 bis 1994 erfolgte.
Da sich während der jahrzehntelangen Isolation der Burganlage Biotope mit Naturschutzstatus entwickelt hatten, wurden alle denkmalpflegerischen Arbeiten unter Beachtung dieser Gegebenheiten (Flächennaturdenkmal) durchgeführt.
Alle Sicherungsarbeiten wurden bodendenkmalpflegerisch begleitet, um Daten zur Baugeschichte zu gewinnen. Hierbei wurden die beiden Keller und die Zisterne der Ostburg freigelegt und untersucht, Mauerreste und der Burggraben von Wildwuchs befreit. 1994 erfolgte die Übertragung der Burganlage auf die Stiftung Thüringer Schlösser und Gärten, die von diesem Zeitpunkt an die weitere denkmalpflegerische Sicherung übernahm.
Der Brandenburgverein übernahm die Schlossverwaltung der Stiftung und die weitere Erschließung der Burg für Besucher, wozu auch die Einrichtung des Burgmuseums in der Kemenate und der Anschluss an die Strom- und Wasserversorgung zählen, der im Jahr 2000 erfolgte. Ein Rast- und Besucherparkplatz und ein Netz von Wanderwegen zur Burg entstanden.

## Veranstaltungen

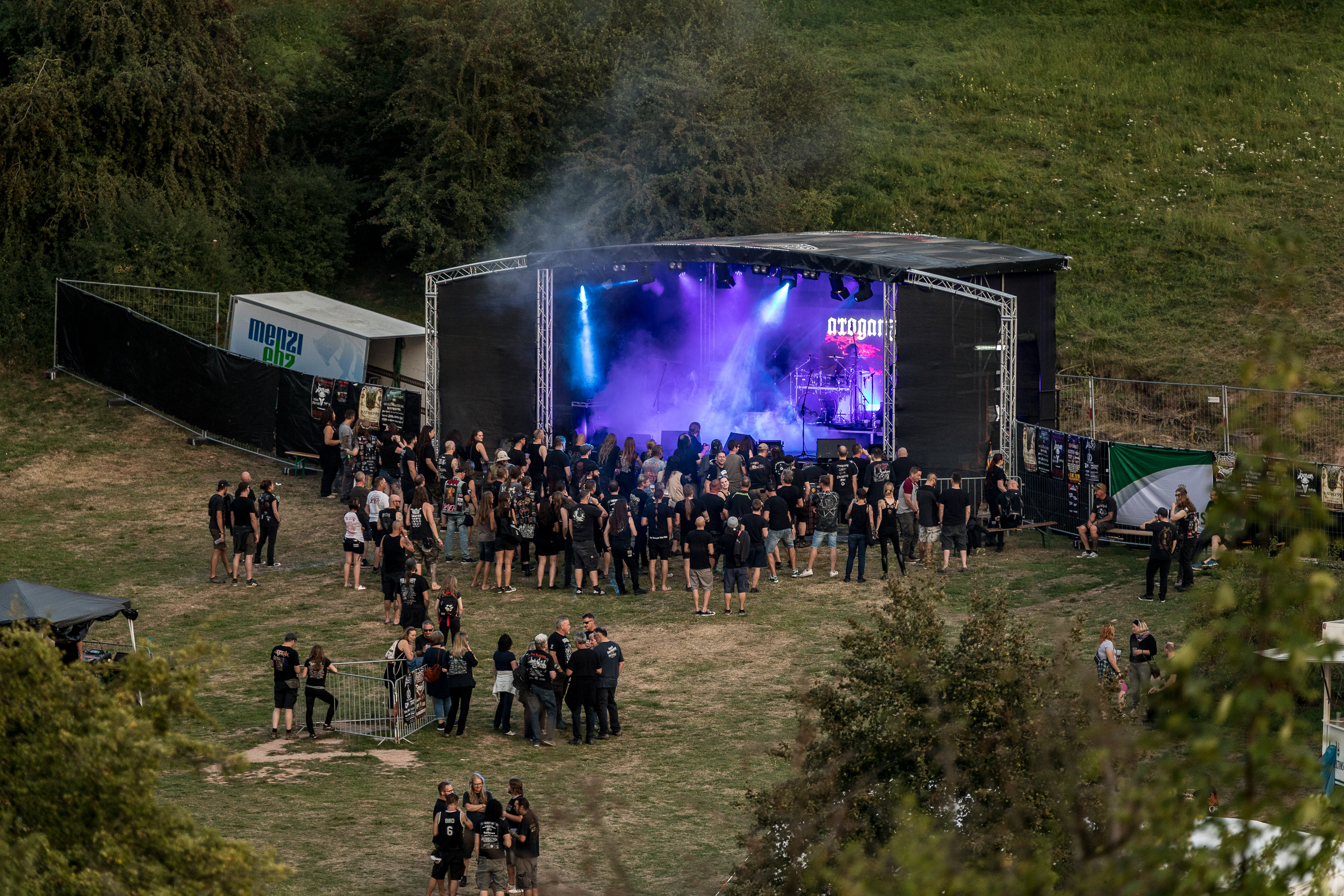
Burgbrand Open Air 2019

Der die Burganlage betreuende Brandenburgverein hatte auch die Idee für die Durchführung eines Mittelalterfestes. Europaweite Kontakte wurden aufgebaut und ermöglichen so ein authentisches Historienspiel mit Mittelalterfesten und Burgbelagerung. Seit 1990 wird hierfür alle zwei Jahre das Brandenburgfest begangen. Mehrfach war die Burg Veranstaltungsort beim Tag des offenen Denkmals.
In den Sommermonaten finden auf der Burg Konzerte und Festivals statt:
- Seit 2015 wird jährlich im Juli das Medival – Electronic Open Air ausgerichtet.[8]
- Seit 2019 findet jährlich Anfang August das Burgbrand Open Air, ein Metal-Festival, statt.[9]
- Seit 2023 findet jährlich Anfang September das Therapia-Festival statt, ein Festival für Gesundheitsberufe.